# Spam
Spamming (sau spam [spæm]) este procesul de expediere a mesajelor electronice nesolicitate, de cele mai multe ori cu caracter comercial de publicitate pentru produse și servicii dubioase, practicată în industria e-marketingului și de proprietarii de situri pornografice. Spamul se distinge prin caracterul agresiv, repetat și prin privarea de dreptul la opțiune, dar și prin trimiterea continuă unor mesaje  (la fel), de la același expeditor, lucru care, in general, se gasesc pe platforme precum Messenger sau WhatsApp.
Această metodă se folosește și la colectarea adreselor de e-mail utilizând metode de genul Citește și dă mai departe, sau Trimite asta la 10 contacte din agendă. Conținutul acestor mesaje variază de la texte biblice, urări de bine cu îndemnarea de a trimite mai departe, în caz contrar vor urma evenimente neplăcute, până la mesaje cu caracter alarmant menite să atragă atenția asupra unui fapt plauzibil, îndemnând cititorul să trimită mesajul și altor persoane. Aceste mesaje rulează într-o anumită comunitate iar emitentul acestui mesaj foloseste diferite metode pentru a ajunge iar în posesia lui. Adresele de email colectate sunt cel mai adesea vândute cu scopul de a trimite alte mesaje spam cum ar fi cele comerciale.
Detalii legale referitoare la spam sunt prevăzute în „Legea 506 din 17 noiembrie 2004 privind prelucrarea datelor cu caracter personal și protecția vieții private în sectorul comunicațiilor electronice”.
În cazul în care spamul este spam, termenul se aplică unor abuzuri similare din alte medii: spamul de mesaje instantanee, spamul grupului de știri usenet, spamul motorului de căutare, spamul în bloguri, spamul spam, mesaje spam, spam de pe Internet, transmisiuni fax junk, spam social, aplicații mobile pentru spam, publicitate TV și spam sharing.
Spamming-ul a fost obiectul legislației din mai multe jurisdicții. O persoană care creează spam este numită spammer.

## Istoric

### Până la Internet
La sfârșitul secolului al XIX-lea, Western Union a permis mesajelor telegrafice din rețeaua sa să fie trimise către mai multe destinații. Prima ipoteză înregistrată a unei telegrame comerciale nesolicitate în masă este din mai 1864, când unii politicieni britanici au primit o telegramă nesolicitată făcând publicitate unui dentist.

### Istoric
Cel mai vechi mesaj spam (deși termenul nu fusese încă inventat) a fost un mesaj care a publicat disponibilitatea unui nou model de computere Digital Equipment Corporation trimis de Gary Thuerk la 393 de destinatari pe ARPANET în 1978. Mai degrabă decât să trimită un mesaj separat fiecărei persoane, care era practica standardă la vremea respectivă, el avea un asistent, Carl Gartley, ce scria un singur e-mail în masă. Reacția de la comunitatea net a fost extrem de negativă, dar spamul a generat niște vânzări.
Spamul a fost practicat ca o glumă de către participanții la jocurile de dungeon multi-utilizator, pentru a umple conturile rivalilor lor cu junk-uri nedorite.

## Origine
Termenul Spam a apărut mai întâi pe grupurile de discuții usenet, cu referire la EMP (Excessive Multi Posting) și ECP (Excessive Cross Posting). Astăzi este folosit și pentru a descrie UBE (Unsolicited Bulk E-mail) și UCE (Unsolicited Commercial E-mail).
Denumirea de spam este derivată dintr-o schiță umoristică a grupului britanic Monty Python, în care într-o cafenea, orice de pe meniu includea „SPAM”, un fel de parizer din carne de porc. În timp ce un client întreabă pe ospătar dacă are ceva care să nu conțină SPAM, acesta înșiră din nou meniul plin de SPAM. La final, un cor de vikingi se alătură cântând „SPAM, SPAM, minunatul SPAM, gloriosul SPAM”, acoperind toată conversația.

## Descriere
Spamming-ul este o metodă foarte ieftină de a face reclamă pentru ceva în internet; succesul campaniei este de obicei proporțional cu numărul de destinatari; de aceea mesajul respectiv este transmis la mii, chiar milioane de adrese simultan.

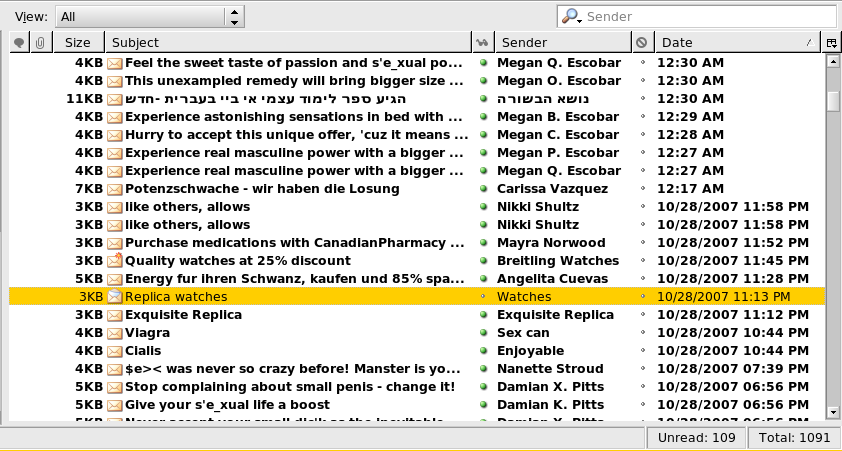

Mesajele electronice nesolicitate primite de o companie pot reprezenta chiar peste 60 % din totalul e-mail-urilor. De aceea, spamul costă spațiu de stocare pe servere e-mail, trafic intern suplimentar pentru livrarea lor către angajați, precum și timpul de lucru al destinatarilor. În medie, fiecare utilizator poate pierde chiar și 50 de minute pe zi pentru a verifica, sorta și șterge mesajele nesolicitate. Astfel, pierderile provocate de spam la nivel mondial se estimează la 81,2 miliarde de dolari anual.
În România, unde există peste 13 milioane de utilizatori Internet, pagubele provocate de spam se cifrează la circa 270 milioane de dolari pe an, conform unor date furnizate de către Ministerul Comunicațiilor și Tehnologiilor Informaționale.